# Joseph-Noël Sylvestre
Pour les articles homonymes, voir Sylvestre.
Joseph-Noël Sylvestre né à Béziers le 24 juin 1847 et mort à Paris le 29 octobre 1926 est un peintre français.

## Biographie
Joseph-Noël Sylvestre est un peintre dont l'œuvre est inspirée par l'Antiquité classique. Il a commencé son apprentissage artistique à Toulouse, avant d’étudier à l'École des beaux-arts de Paris dans l'atelier d’Alexandre Cabanel. En 1869, il obtient le troisième prix de Rome en peinture pour Le Soldat de Marathon (localisation inconnue).

## Œuvres dans les collections publiques
- Bagneux, église Saint-Hermeland : Christ en croix, huile sur toile d'après Philippe de Champaigne, offerte par la préfecture de la Seine en 1875.
- Béziers, musée des Beaux-Arts :
  - La Mort de Sénèque,1875, huile sur toile ;
  - Le Gaulois Ducar décapite le général romain Flaminius à la bataille de Trasimène, 1882, huile sur toile ;
  - Vigneron dans sa cave, huile sur toile.
- Sète, musée Paul-Valéry : Le Sac de Rome par les barbares en 410, 1890, huile sur toile.

Œuvres de Joseph-Noël Sylvestre
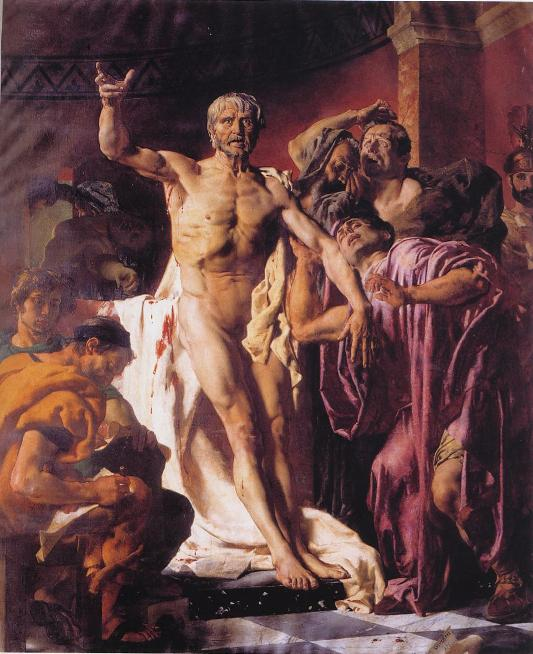
La Mort de Sénèque (1875), musée des Beaux-Arts de Béziers.
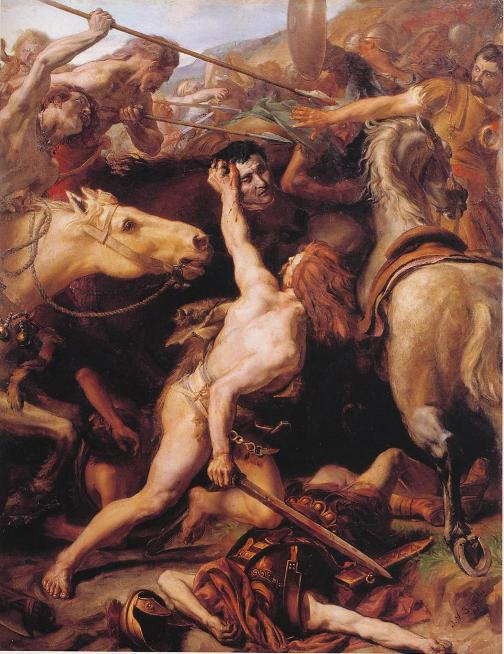
Le Gaulois Ducar décapite le général romain Flaminius à la bataille de Trasimène (1882), musée des Beaux-Arts de Béziers.
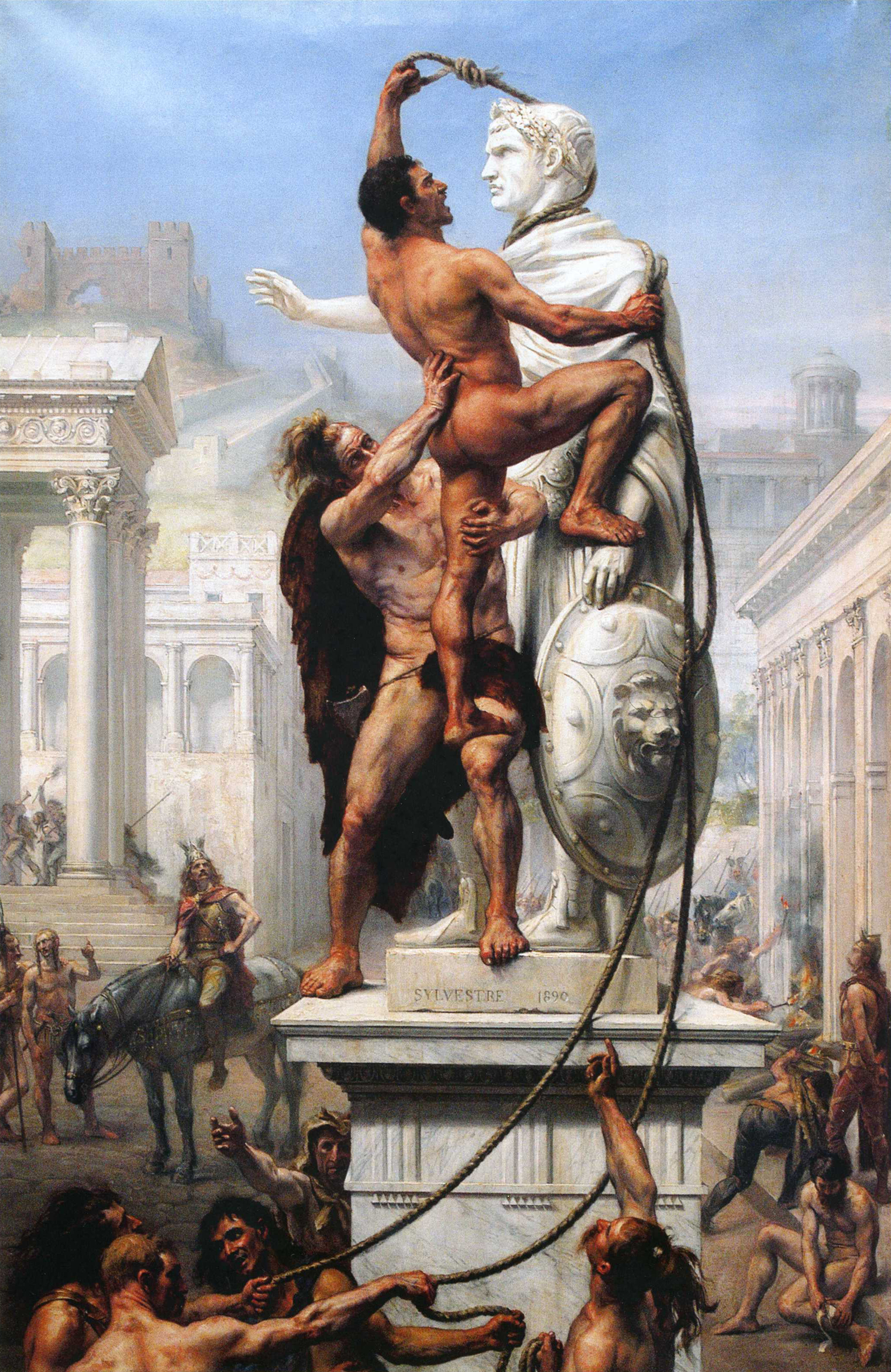
Le Sac de Rome par les barbares en 410 (1890), Sète, musée Paul-Valéry.
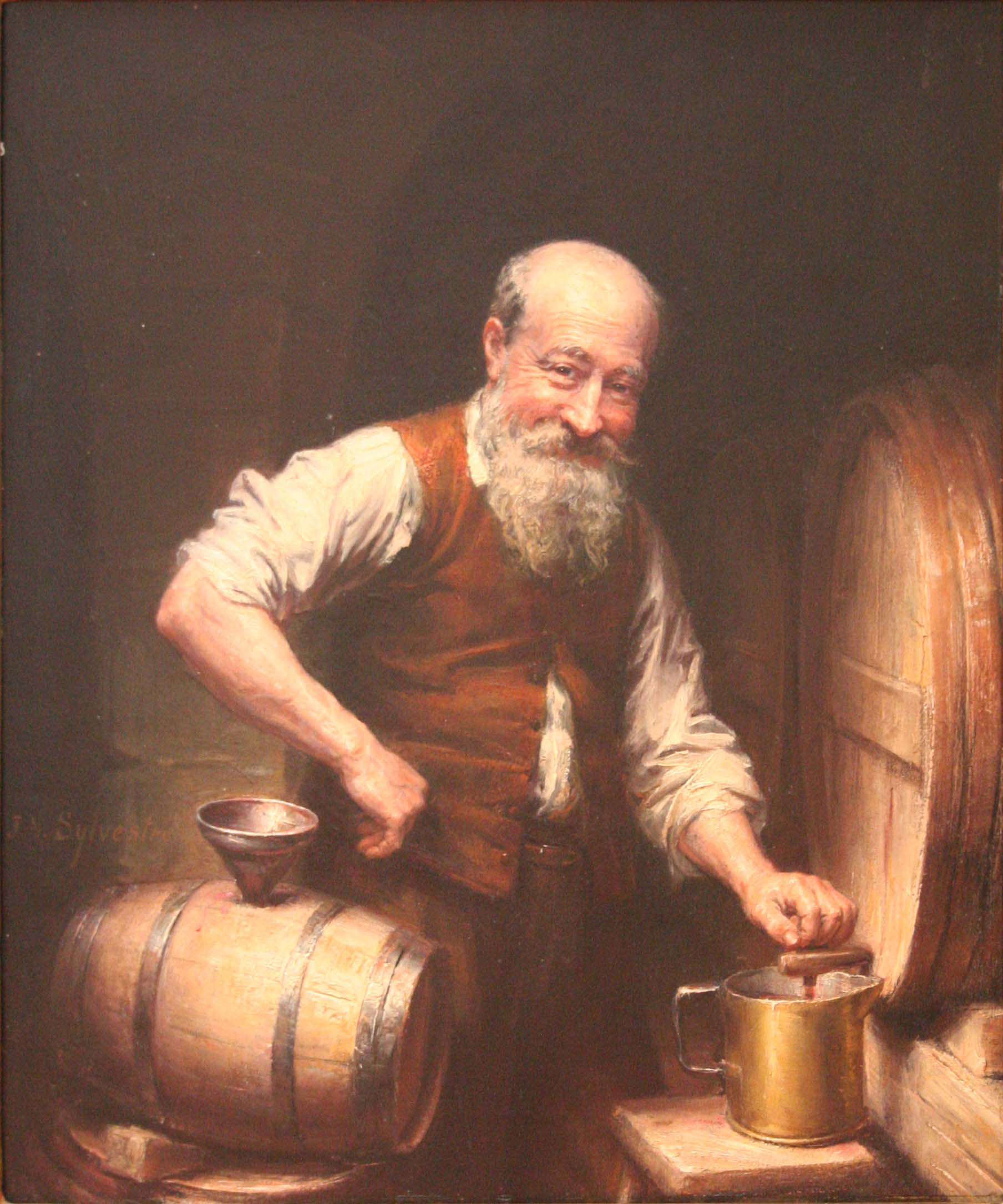
Vigneron dans sa cave, musée des Beaux-Arts de Béziers.